# Alan Henry
Alan Henry (9 de junio de 1947-3 de marzo de 2016) fue un reportero y escritor británico, autor de varios libros vinculados a la Fórmula 1.

## Carrera
Henry había sido reportero de Grandes Premios desde principios de la década de 1970 y era corresponsal de Fórmula 1 de The Guardian. Hasta finales de 2012 fue editor de la revista Autocar; fue el editor general de la revista F1 Racing. Henry también era el editor jefe de los libros anuales de reseñas de la temporada de Fórmula 1 Autocourse, cargo que ocupaba desde 1988, y escribía un blog semanal para el sitio web del equipo McLaren. Además, fue autor de más de 50 libros relacionados con los deportes de motor y ganó el premio Pierre Dreyfus de 1984 del Gremio de Escritores de Automovilismo por su libro Ferrari: The Grand Prix Cars (1985).

## Vida personal
Henry vivía en la zona rural de Essex con su esposa y su familia. Murió el 3 de marzo de 2016 debido a una enfermedad.